# Cabana de la Mata
La Cabana de la Mata és una obra de les Preses (Garrotxa) inclosa a l'Inventari del Patrimoni Arquitectònic de Catalunya.

## Descripció
Cabana de grans dimensions a la pairalia de La Mata. Forma un gran arc semicircular, i és sostinguda per grans bigues de fusta. A la part davantera hi ha una era, i a la part del darrere hi ha un portal treballat amb pedra que duu una creu i la data "MDcccIV". A una finestra també treballada amb pedra hi llegim a la llinda "terra de dit Fructu Suu Psaume 66". Hi ha dos desaigües de canaleres de pedra amb forma de cap de bèstia. Destaca aquesta cabana per les seves grans dimensions així com pel gran arc semicircular.

## Història
El Mas de La Mata és citat per primera vegada l'any 971 en un document en que el Bisbe reconeix els bens del Comte de Besalú. La pairalia manté la noblesa pagesa, l'arbre genealògic que conserva la família ens duu fins a l'any 1099.